# Ballinacarriga Castle
Ballinacarriga Castle (auch Ballynacarriga Castle, irisch Caisleán Bhéal na Carraige, dt.: „Mund des Felsens“) ist ein Tower House aus dem 16. Jahrhundert, etwa neun Kilometer östlich von Dunmanway im Westen des irischen County Cork. Die Burg ist irisches National Monument mit der Nummer 425.

## Geschichte
Ballynacarriga Castle soll 1585 durch Randal Hurley erbaut worden sein, was die Initialen „R.M. C.C.“ (Randal Murlihy Hurley und seine Frau Catherine Cullinane) inklusive der Jahreszahl in einem Fenstersims im obersten Geschoss belegen soll. Es wird aber angenommen, dass die Grundstrukturen älter sind und ursprünglich den Besitzern des umgebenden Townlands, den MacCarthys, gehörten. Die Anlage kam 1654 an die Familie Croft. Bis 1815 soll die Anlage dann gleichzeitig als Wohnsitz und als Kapelle gedient haben.

## Beschreibung
Das etwa fünfzehn auf zwölf Meter breite vierstöckige Tower House auf einem Felsvorsprung war früher durch einen zusätzlichen Bawn wall (irisch: bábhún) mit vier runden Ecktürmen gesichert; Reste davon sind vor allem im Nordosten noch sichtbar. Besonders im obersten Stockwerk sind mehrfach feine geometrische Steinritzungen in Fenster und Torbögen erhalten. Im dritten Stockwerk sind gegenüberliegend zwei kleine Tourellen in das Tower House eingebaut.
In der Nähe befindet sich heute eine Schule.

## Sheela Na Gig

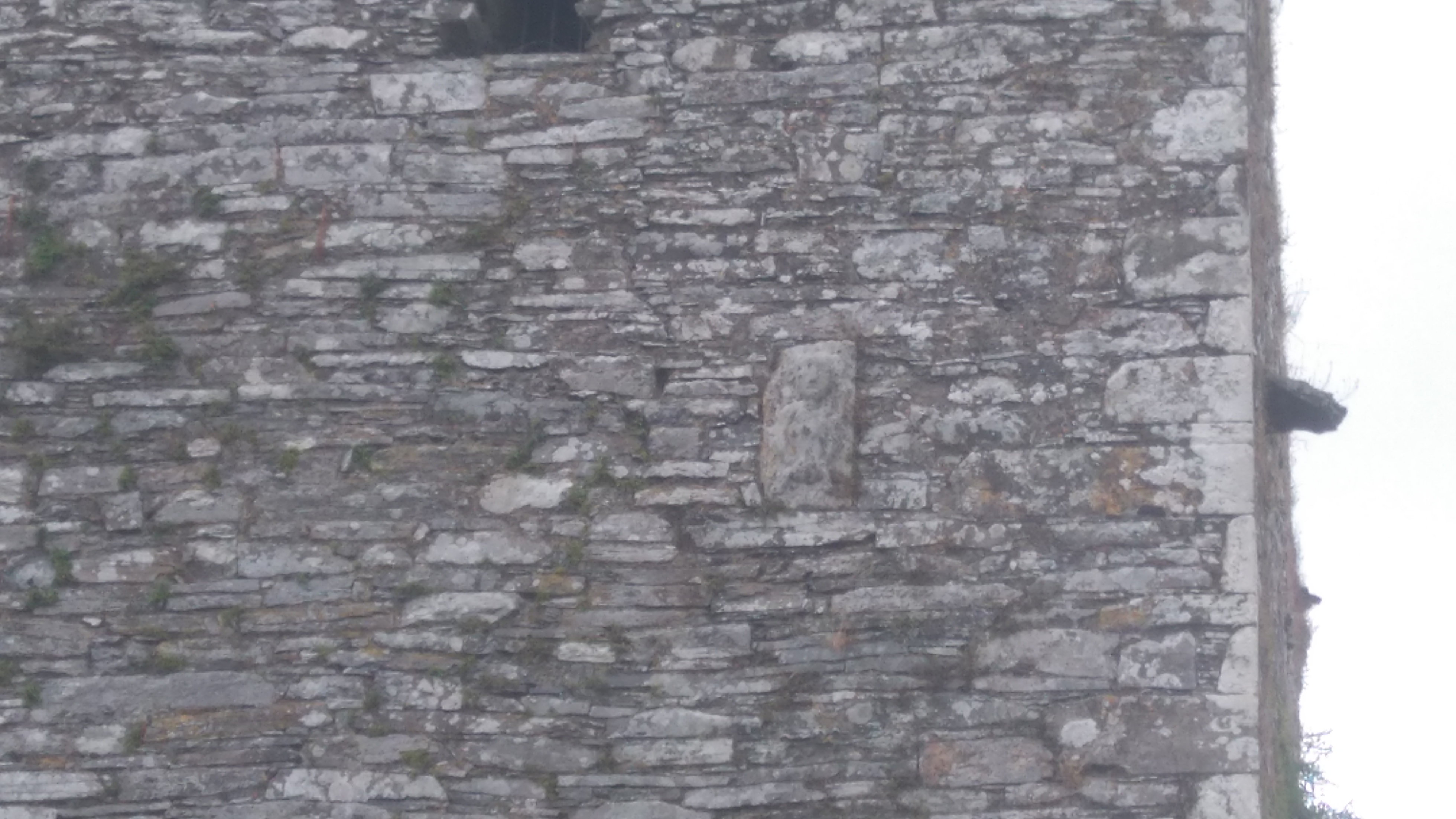
Sheela Na Gig am Ballinacarriga Castle

Die Burg besitzt eine Sheela Na Gig an ihrer Ostseite, etwa auf halber Höhe.